# Bellevuebos

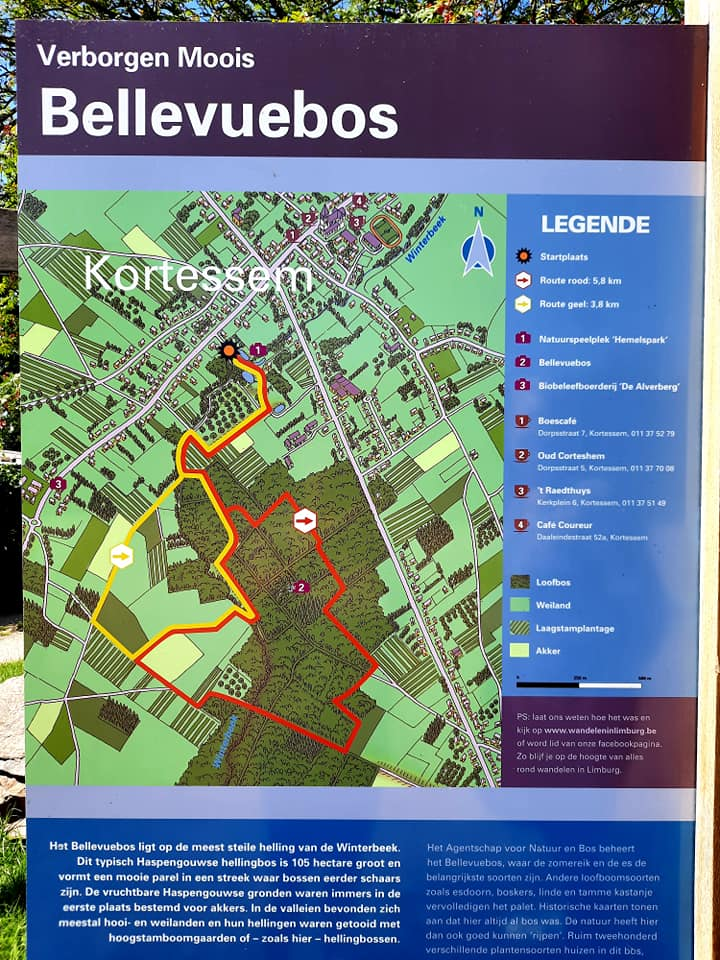

Het Bellevuebos is een bosgebied dat zich uitstrekt tussen Kortessem en Gors-Opleeuw.
Met 128 ha is het een van de grootste aaneengesloten boscomplexen van Limburgs-Haspengouw, gelegen op de hellingen tussen Mombeek en Winterbeek. Nabij dit bos ligt Kasteel Bellevue. Sinds 1999 is een deel van het bos toegankelijk op wegen en paden. Delen van het bos bestaan uit populierenaanplant en elzenbroekbos. Hoogteverschillen bedragen ongeveer 30 meter. Het gebied is Europees beschermd als onderdeel van Natura 2000-gebied 'Bossen en kalkgraslanden van Haspengouw' (BE2200038).

## Natuur
In dit eiken-haagbeukenbos vindt men slanke sleutelbloem, speenkruid, bosanemoon, gevlekte aronskelk, zwartblauwe rapunzel, heelkruid, eenbes, bieslook, ruig hertshooi, welriekende agrimonie, gulden boterbloem, bosereprijs en daslook.
In het bos zijn ook dassenburchten aanwezig.